# Draconarius

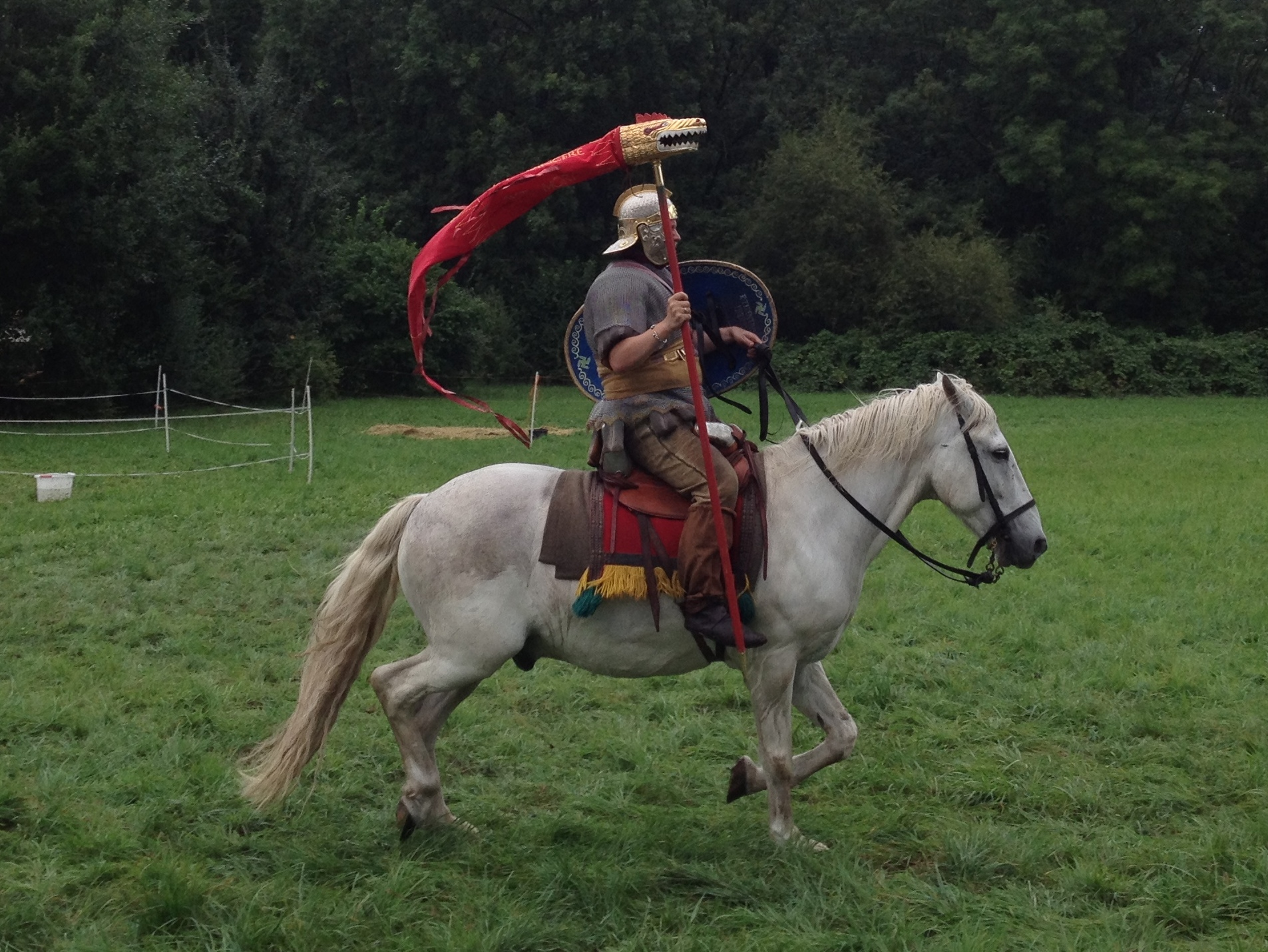
Reenactor als römischer Draconarius

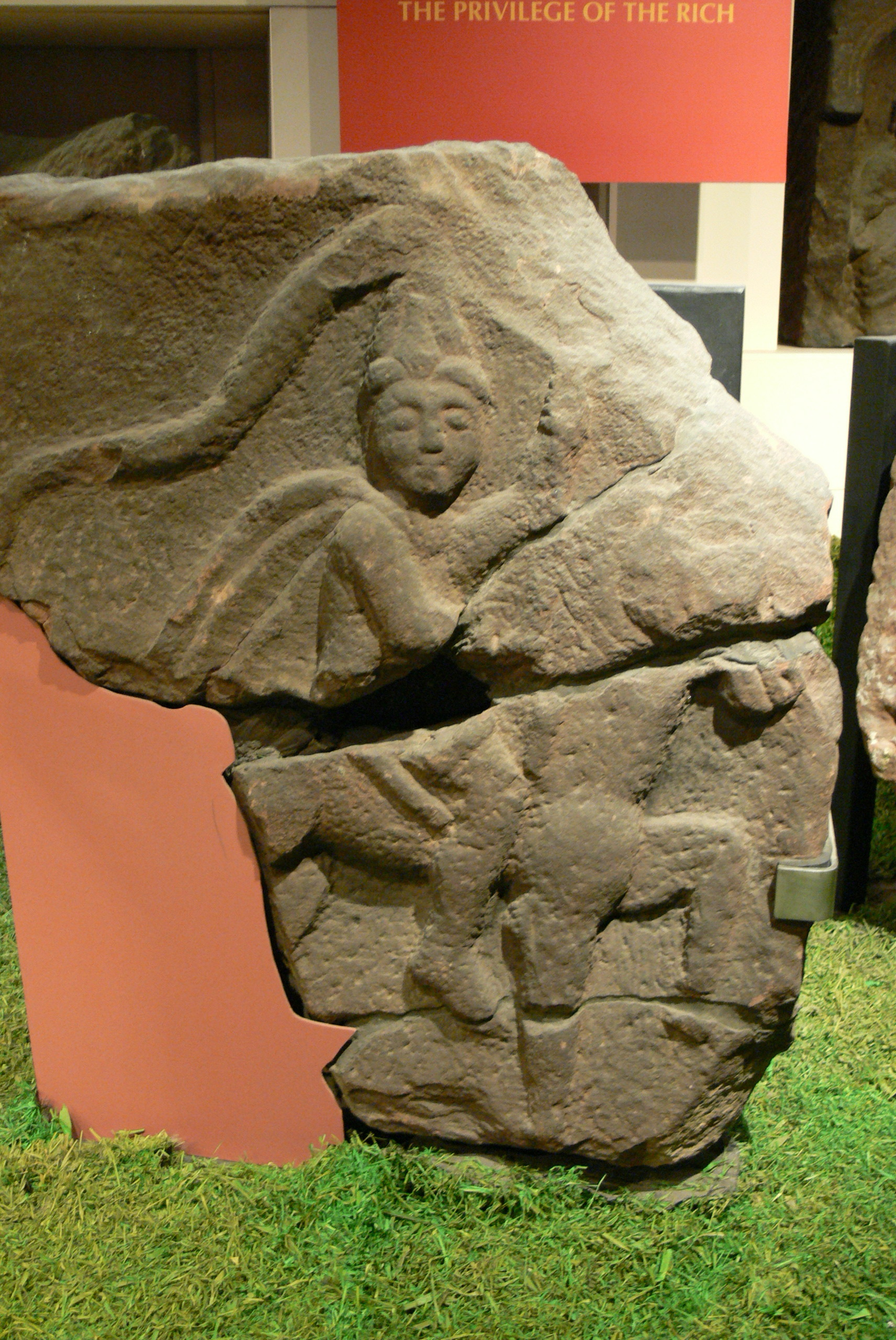
Grabstein eines sarmatischen Draconarius, Grosvenor Museums, Chester

Draconarius wurde im römischen Reich jeder Kavallerist genannt, der eine Dracostandarte führte.
Die Dracostandarte war eine Erfindung der iranischen Parther und wurde auch von den nordiranischen Sarmaten geführt. Als die Römer in der Spätantike die Kataphraktenreiterei von den Sarmaten übernahmen, übernahmen sie auch deren Feldzeichen.
Ein römischer Draconarius war zumeist ein mit einer Contus-Lanze bewaffneter Lanzenreiter, Contarius genannt. Bei den Contarii kann es sich sowohl um schwer gepanzerte (Katafracti, Clibanarii) als auch um leicht gepanzerte Reiter handeln. Römische Draconarii trugen oft einen Maskenhelm.
Dracostandarten wurden in der ersten Hälfte des 2. Jh. n. Chr. in der römischen Armee bei den Reiterei eingeführt, ab dem frühen 4. Jh. n. Chr. dann auch in vielen anderen Truppenteilen des römischen Heeres.
Dracostandarten tragende Reiter verbreiteten sich ab der Völkerwanderung teils über die Sarmaten teils über die Römer in ganz Europa. Daker, Goten, Slawen, Hunnen, Langobarden, Byzantiner, Awaren, Franken, Bulgaren, Rus, Petschenegen, Polowzer und sogar die Kelten und Angelsachsen in Britannien verwendeten die Dracostandarte in ihrer Kavallerie.